# Althütte
Althütte är en kommun och ort i Rems-Murr-Kreis i regionen Stuttgart i Regierungsbezirk Stuttgart i förbundslandet Baden-Württemberg i Tyskland.
Kommunen ingår i kommunalförbundet Backnang tillsammans med staden Backnang och kommunerna Allmersbach im Tal, Aspach, Auenwald, Burgstetten, Kirchberg an der Murr, Oppenweiler och Weissach im Tal.